# Gouvernement Griñán I
 Andalousie
Chaves VI Griñán II
Le gouvernement Griñán I est le gouvernement de l'Andalousie entre le 24 avril 2009 et le 7 mai 2012, durant la VIIIe législature du Parlement d'Andalousie. Il est présidé par José Antonio Griñán.

## Composition

### Initiale
| Fonction                                                  | Nom | Nom                           | Parti  |
| --------------------------------------------------------- | --- | ----------------------------- | ------ |
| Président                                                 |     | José Antonio Griñán Martínez  | PSOE-A |
| Conseiller à la Présidence                                |     | Antonio Ávila Cano            | PSOE-A |
| Conseiller à l'Intérieur                                  |     | Luis Pizarro Medina           | PSOE-A |
| Conseillère à l'Économie et aux Finances                  |     | Carmen Martínez Aguayo        | PSOE-A |
| Conseillère à l'Éducation                                 |     | María del Mar Moreno Ruiz     | PSOE-A |
| Conseillère à la Justice et à l'Administration publique   |     | Begoña Álvarez Civantos       | PSOE-A |
| Conseiller à l'Innovation, à la Science et à l'Entreprise |     | Martín Soler Márquez          | PSOE-A |
| Conseillère aux Travaux publics et aux Transports         |     | Rosa Aguilar Rivero           | Sans   |
| Conseiller à l'Emploi                                     |     | Antonio Fernández García      | PSOE-A |
| Conseillère à la Santé                                    |     | María Jesús Montero Cuadrado  | PSOE-A |
| Conseillère à l'Agriculture et à la Pêche                 |     | Clara Eugenia Aguilera García | PSOE-A |
| Conseiller au Logement et à l'Aménagement du territoire   |     | Juan Espadas Cejas            | PSOE-A |
| Conseiller au Tourisme, au Commerce et aux Sports         |     | Luciano Alonso Alonso         | PSOE-A |
| Conseillère à l'Égalité et au Bien-être social            |     | Micaela Navarro Garzón        | PSOE-A |
| Conseillère à la Culture                                  |     | Rosario Torres Ruiz           | PSOE-A |
| Conseillère à l'Environnement                             |     | María Cinta Castillo Jiménez  | PSOE-A |

### Remaniement du23 mars 2010
- Les nouveaux conseillers sont indiqués en gras, ceux ayant changé d'attribution en italique.

| Fonction                                                | Nom | Nom                                                                  | Parti  |
| ------------------------------------------------------- | --- | -------------------------------------------------------------------- | ------ |
| Président                                               |     | José Antonio Griñán Martínez                                         | PSOE-A |
| Conseillère à la Présidence                             |     | María del Mar Moreno Ruiz                                            | PSOE-A |
| Conseiller à l'Intérieur et à la Justice                |     | Luis Pizarro Medina (jusqu'au 05/04/2011) Francisco Menacho Villalba | PSOE-A |
| Conseillère aux Finances et à l'Administration publique |     | Carmen Martínez Aguayo                                               | PSOE-A |
| Conseiller à l'Éducation                                |     | Francisco Álvarez de la Chica                                        | PSOE-A |
| Conseiller à l'Économie, à l'Innovation et à la Science |     | Antonio Ávila Cano                                                   | PSOE-A |
| Conseillère aux Travaux publics et au Logement          |     | Rosa Aguilar Rivero (jusqu'au 21/10/2010)                            | Sans   |
| Conseillère aux Travaux publics et au Logement          |     | Josefina Cruz Villalón                                               | PSOE-A |
| Conseiller à l'Emploi                                   |     | Manuel Recio Menéndez                                                | PSOE-A |
| Conseillère à la Santé                                  |     | María Jesús Montero Cuadrado                                         | PSOE-A |
| Conseillère à l'Agriculture et à la Pêche               |     | Clara Aguilera                                                       | PSOE-A |
| Conseiller au Tourisme, au Commerce et aux Sports       |     | Luciano Alonso Alonso                                                | PSOE-A |
| Conseillère à l'Égalité et au Bien-être social          |     | Micaela Navarro Garzón                                               | PSOE-A |
| Conseiller à la Culture                                 |     | Paulino Plata Cánovas                                                | PSOE-A |
| Conseiller à l'Environnement                            |     | José Juan Díaz Trillo                                                | PSOE-A |